# Судай
Судай — село в Чухломском районе Костромской области. Административный центр Судайского сельского поселения.

## История
Первое письменное упоминание о Судае относится к 1542 году. Первоначально Судай был крепостью и военно-административным центром Судайской осады, в которую входило несколько крупных волостей.
В Судайскую осаду входили волости: Окологородняя, или Жоховская, Воцкая, Шартоновская, Высокосельская, Тормановская, Вохтомская, Идская и Егорьевские починки.
Судай был административно-военным центром осады. В нём был свой воевода с приказной избой, со штатной военной командой. Здесь находился питейный дом (кабак), соляной амбар для продажи соли и дома семейных солдат. Посадских и торговых людей в Судае не было.
Деревни и сёла Судайской осады в 1609 и 1614 годах сильно пострадали от польско-шляхетских интервентов.
Окологородняя (Жоховская) волость у Судая неоднократно в XVI веке подвергалась набегам татар. «В 1521 году приходили татаровя на Жогово и Шартоново и до Сухоны доходили, во единой волости в полон взяли и иссекоша полсеми тысячи христиан», — записано в «Галичском летописце».
Крепость Судай осаждалась казанскими татарами и черемисами в 1543 году, в Смутное время — неоднократно в 1609—1617 годах.
Крепость была поставлена в 1536 году на реке Сундобе, на Идском городище. В 1542 году её перенесли на более выгодное для обороны место — на берег реки Виги. Судай, как и соседние города: Парфеньев, Кологрив, Кадый, Буй и другие, был основан на северо-восточной границе Московского государства, на так называемом Казанском оборонительном рубеже.
Крепость в Судае была деревянная, построенная из городней, поставленных в линию деревянных срубов, засыпанных внутри землёй для устойчивости. По углам стен и в промежутках стояли башни, в которых размещались пушки и затинные пищали (лёгкие пушки). Обслуживали их пушкари, жившие в особой Пушкарской слободке на речке Глушице.
Судай упоминается в книге «Большого Чертежа»: «А против Соли-Галицкой город Судай с другой стороны пала река Вига, потоку Виги сто вёрст». Существует легенда, что когда в городе казнили преступника, он успевал только крикнуть: «Суд-ай», отсюда якобы и название города.
В Судае находились летняя Благовещенская церковь с каменной колокольней, построенная в 1830 году на средства местного помещика Тертия Степановича Борноволокова — члена Вольного Экономического общества и управителя Русской Америки.
Зимняя Благовещенская церковь чаще называлась Воскресенской, построена в 1792 году. Соборная церковь в Судае — Одигитриевской Божией Матери, построена в 1805 году. На месте этих каменных церквей ранее стояли деревянные. Одигитриевская деревянная церковь в крепости была построена в 1738 году, возможно, по проекту архитектора И. Ф. Мичурина. Служитель Мичурина Сидор Терентьевич Чепанов писал в Патриарший приказ: «Церковь Одигитриевская в Судае, вместо сгоревшей, построена и к освящению готова».
В 1670 году, когда на Унже появился отряд разинцев под командованием атамана Ильи Иванова, их преследовали царские стрельцы воеводы Нарбекова: в городе Унже разинцы разбились на ватаги и пошли на север, укрыться до весны. Часть разинцев шла через Судай на Тотьму. Но ватаги были окружены. С юга, из Юрьевца, их преследовал воевода Нарбеков, с запада на Галич шёл отряд московских стрельцов воеводы Вельяминова. По приказу галичского воеводы Семёна Нестерова в Судай был послан галичский губной староста Афанасий Невельский с солдатами. Пойманный им разинец Якушка Иванов был отправлен для допроса в Галич, его сопровождали судайский губной целовальник Якунко Прокофьев и пушкарь Игашка Евстофеев. На дороге они встретили стрелецкого полуголову Ивана Ефимьева с отрядом стрельцов, который приказал взять разинца с собой для суда и наказания. В переписи 1646 года о Судае сказано: «В Судае на посаде посадских людей бобылей Петрушка Андреев, Ивашка Золотовин, Ивашка Митушин, всего три двора да двор Новозерского монастыря пуст».
В то время в Судае было всего три двора жителей. Но в переписи 1646 года не указаны дворы священников, приказных и служилых людей, так как они учитывались в отдельных переписях.
В переписи 1678 года сказано: «В пригородке (Галича — Д. Б.) Судае посадских тяглых людей и бобылей нет».
В архиве Древних актов в Москве хранятся дела Судайской воеводской канцелярии, в основном касающиеся бытовой стороны жизни Судая. В 1762 году подканцелярист Антон Бороздин напился пьяным и ходил по Судаю, выкрикивая «слово и дело», страшные по тем временам слова, так как они означали государственную тайну, и для разбора сказавшего эти слова отправляли в Тайную канцелярию. Протрезвившийся Бороздин при допросе у воеводы заявил, что кричал он «слово и дернет» в пьянстве. Воевода Прохор Бовыкин приказал: «За кричание государева „слово и дело“ да за пьянство и за прочие недобропорядочные поступки в страх другим бить публично батогами и впредь ни к каким делам оного Бороздина не определять». В тот же день «публичное наказание учинено, бит батогами», — записано в журнале воеводской канцелярии.
В 1708 году Судай вошёл в состав Архангелогородской губернии. По Указу Петра I от 28 января (8 февраля) 1715 год была образована новая административно-фискальная единица — Судайская доля, во главе которой стоял ландрат. 29 мая (9 июня) 1719 год в Архангелогородской губернии была образована Галицкая провинция, а Судайская доля была переименована в Судайский дистрикт. Главой дистрикта был земский комиссар, при котором состояли подьячий и три рассыльщика. В 1727 году Судайский дистрикт был переименован в Судайский уезд. В 1778 году Судай вошёл в состав Костромского наместничества Костромской губернии. В 1928 году в Костромской губернии был образован Судайский район с центром в Судае. В 1929 году Судай вошёл в состав Костромского округа Ивановской Промышленной области. В 1932 году Судайский район был присоединён к Чухломскому району, восстановлен в 1935 году. С 1963 года вновь в составе Чухломского района. В 1959 году население села Судай составляло 1785 человек. С 2004 года Судай является административным центром Судайского сельского поселения.

## Население
| 1959 | 2008  | 2010  | 2014  |
| ---- | ----- | ----- | ----- |
| 1785 | ↘1738 | ↘1432 | ↗1629 |